# 歐塞奇縣 (堪薩斯州)
歐塞奇縣（英語：Osage County，簡稱OS）是美國堪薩斯州東部的一個縣。面積1,863平方公里。根據美國2000年人口普查，共有人口17,150人。縣治林登，最大城市歐塞奇城。
成立於1855年，原名Weller County。1859年縣政府成立時改名。縣名來自歐塞奇河。